# Saltos ornamentais no Campeonato Europeu de Esportes Aquáticos de 2012 - Plataforma 10 m sincronizado feminino
A prova da plataforma 10 m sincronizado feminino dos saltos ornamentais no Campeonato Europeu de Esportes Aquáticos de 2012 foi realizada no dia 17 de maio em Eindhoven nos Países Baixos. 

## Calendário
| Fase       | Data       | Hora  |
| ---------- | ---------- | ----- |
| Preliminar | 17 de maio | 14:00 |
| Final      | 17 de maio | 19:30 |

Todos os horários estão no horário local (UTC+1)

## Medalhistas
| Ouro                                     | Prata                                             | Bronze                                        |
| Reino Unido · Tonia Couch · Sarah Barrow | Ucrânia · Viktoriya Potyekhina · Yulia Prokopchuk | Alemanha · Nora Subschinski · Christin Steuer |

## Resultados
Esses foram os resultados da competição.
| Pos.              | Saltador                              | Nacionalidade | Preliminar | Preliminar | Final  | Final |
| Pos.              | Saltador                              | Nacionalidade | Pontos     | Pos.       | Pontos | Pos.  |
| ----------------- | ------------------------------------- | ------------- | ---------- | ---------- | ------ | ----- |
| Medalha de ouro   | Tonia Couch Sarah Barrow              | Reino Unido   | 310.20     | 1          | 319.56 | 1     |
| Medalha de prata  | Viktoriya Potyekhina Yulia Prokopchuk | Ucrânia       | 280.98     | 3          | 310.68 | 2     |
| Medalha de bronze | Nora Subschinski Christin Steuer      | Alemanha      | 293.34     | 2          | 303.93 | 3     |
| 4                 | Audrey Labeau Laura Marino            | França        | 278.85     | 4          | 290.31 | 4     |
| 5                 | Yulia Koltunova Ekaterina Petukhova   | Rússia        | 277.92     | 5          | 288.54 | 5     |
| 6                 | Zsófia Reisinger Villő Kormos         | Hungria       | 257.67     | 6          | 260.16 | 6     |